# Throbbing Gristle
Throbbing Gristle var en banbrytande engelsk grupp inom industrimusik som var verksam främst under slutet av 1970-talet. Gruppen, som bildades ur musik- och performancekollektivet COUM Transmissions, leddes av den karismatiske Genesis P-Orridge. Efter gruppens splittring 1981 bildade P-Orridge tillsammans med Peter Christopherson bandet Psychic TV, vilket Christopherson i sin tur lämnade 1984 för att starta Coil. Gruppens två andra medlemmar, Cosey Fanni Tutti och Christ Carter, fortsatte samarbeta under namnen Chris & Cosey och Carter Tutti.

## Bandmedlemmar
- Genesis P-Orridge – basgitarr, violin, sång, gitarr (1976–1981, 2004–2010)
- Cosey Fanni Tutti – gitarr, kornett, sång, sampler (1976–1981, 2004–2010)
- Peter Christopherson – sampler, kornett, elektronik (1976–1981, 2004–2010)
- Chris Carter – synthesizer, elektronik, programmering (1976–1981, 2004–2010)

## Officiell diskografi

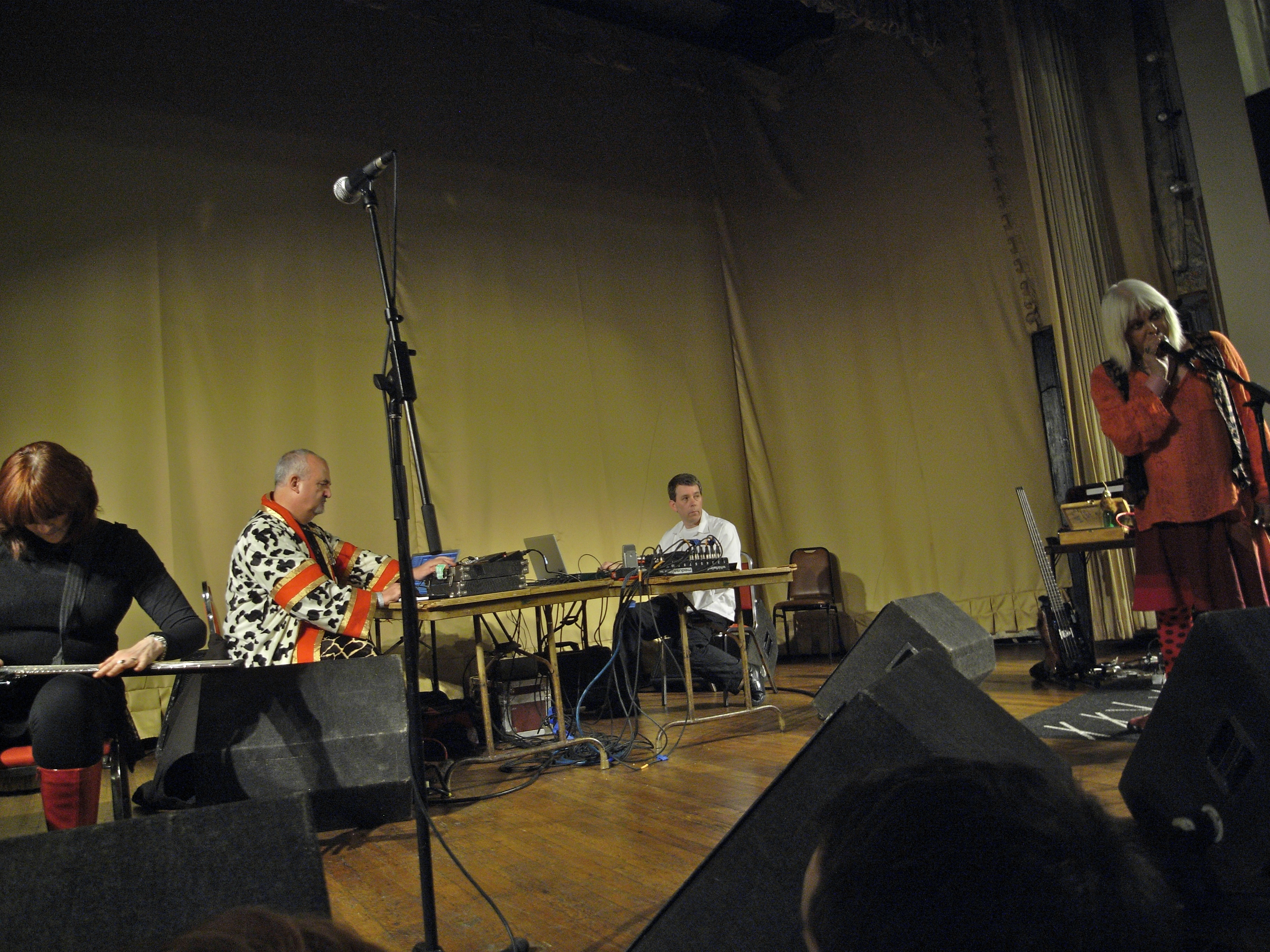
Throbbing Gristle live i New York 2009.

### Album
- The Second Annual Report (1977)
- D.o.A: The Third and Final Report (1978)
- 20 Jazz Funk Greats (1979)
- In the Shadow of the Sun (1981)
- Journey Through a Body (1982)
- The First Annual Report (2001)
- TG Now (2004)
- The Taste of TG (2004)
- Mutant Throbbing Gristle (2004)
- Part Two (2007)

### Singlar
- "United/Zyklon B Zombie" (7") (1978)
- "We Hate You (Little Girls)/Five Knuckle Shuffle" (7") (1979)
- "Subhuman/Something Came Over Me" (7") (1980)
- "Adrenalin/Distant Dreams (Part Two)" (7") (1980)
- "Discipline" (7") (1981)

### Kassetter
- Best Of.... Volume I (1976)
- Best Of.... Volume II (1977)
- Pastimes/Industrial Muzak (1979)

### Liveinspelningar
Se även Throbbing Gristle live

#### Audio
- Heathen Earth (1980)
- Mission of Dead Souls (1981)
- Throbbing Gristle Live, Volume 1: 1976-1978
- Throbbing Gristle Live, Volume 2: 1977-1978
- Throbbing Gristle Live, Volume 3: 1978-1979
- Throbbing Gristle Live, Volume 4: 1979-1980
- TG24 1 Hour Sample
- TG24, inkluderar tidigare utgivningar:
  - At the ICA (IRC2)
  - At the Air Gallery/Winchester (IRC3)
  - At the Nag's Head, High Wycombe (IRC4)
  - At the Brighton Polytechnic (IRC5)
  - At Nuffield Theatre, Southampton (IRC6)
  - At the Rat Club (IRC7)
  - At the Highbury Roundhouse (IRC8)
  - At the Art School Winchester (IRC9)
  - At the Rat Club (IRC10)
  - At the Brighton Polytechnic (IRC11)
  - At The Architectural Association (ICR12)
  - At Goldsmith's College (IRC13)
  - At The Industrial Training College (IRC14)
  - At the London Film Makers Co-Op (IRC15)
  - At the Crypt Club (IRC16)
  - At Centro Iberico (IRC17)
  - At Ajanta Cinema (IRC18)
  - At Now Society (IRC19)
  - At the Factory (IRC20)
  - At Guild Hall (IRC21)
  - At the Y.M.C.A. (IRC22)
  - At Butlers Wharf (IRC24)
  - At Leeds Fan Club (IRC25)
  - At Scala Cinema (IRC26)
  - At Goldsmiths College (IRC29)
- TG+, inkluderar tidigare utgivningar:
  - At Oundle Public School (IRC30)
  - At Sheffield University (IRC33)
- Live December 2004 A Souvenir of Camber Sands
- (ej namngiven 3" CD)
- The Desertshore Installation (2007)

#### Video
- Live at Oundle School (Oundle School, Peterborough, England 16 mars 1980 (Live At Oundle School) (VHS)
- Mission of Dead Souls (Kezar Pavilion, San Francisco, USA 29 maj 1981) (VHS)
- Destiny (Lyceum, London, England 8 februari 1981) (VHS)
- Heathen Earth (VHS)
- TVG

### Boxar
- TG24
- TG+
- Five Albums
- Music from the Death Factory (TGCD1, TGCD2, TGCD3)
- Music from the Death Factory (TGCD4, TGCD5, TGCD6)
- TG Box 1
- The Desertshore Installation
- TGV

## Bootleg-diskografi

### Live

#### Audio
- Fuhrer Der Menscheit, också känd som 'S.O. 36 Berlin (10")
- Funeral In Berlin (12")
- The Kill: Live At Scala Cinema (12")
- Assume Power Focus (12", CD)
- Thee Psychick Sacrifice (2X12")
- Rafters/Psychic Rally (12", CD)
- Editions... Frankfurt... Berlin (12")
- Mission Is Terminated (2X12")
- Once Upon A Time (12", CD)
- Special Treatment (12")
- Sacrifice (12")
- Live At Death Factory
- Funk Beyond Jazz
- At The Highbury Roundhouse, London
- Live At Roundhouse
- Grief
- Blood Pressure (CD) 1995
- Dimensia In Excelsis

#### Video
- Guildhall, Northampton, England 26 maj 1979
- Goldsmith College, London, England 13 mars 1980
- Sheffield University, Sheffield, England 10 juni 1980
- Kunsthofschule, Frankfurt, Västtyskland 10 november 1980
- Rafters, Manchester, England 4 december 1980
- Heaven, London, England 23 december 1980

### Studio
- Nothing Short Of Total War
- Giftgas

## TG-relaterade utgivningar

### Videor
- Psychic Rally In Heaven (Kortfilm av Derek Jarman som visar TG live-upptagningar och musik)
- In the Shadow of the Sun (Derek Jarman-film med två TG-ljudspår)
- The Mask Of Sarnath (20 minuter lång skräckfilm med ljudspår av TG)
- After Cease To Exist (Den legendariska Coum-filmen)
- Genesis TV-intervju efter-prostitution-show